# Американская трагедия (фильм, 1931)
«Американская трагедия» (англ. An American Tragedy) — американский фильм по одноименному роману Теодора Драйзера. В главных ролях — Филипс Холмс, Сильвия Сидни, Фрэнсис Ди.

## Сюжет
Сценарий фильма близок к роману, хотя значительно сокращен. Клайд Грифитс — вырос в бедной семье и пытается выйти в люди. Переехав работать в город Ликург штат Нью-Йорк, он увлекается Робертой Олден — работницей предприятия. Между ними завязывается роман и позже Роберта сообщает о беременности. Клайд знакомится с 17-летней Сондрой Финчли из богатой семьи. Он решается отделаться от Роберты, утопив её во время лодочной прогулки.

## История создания
Кинокомпания «Paramount Pictures» выкупила у Драйзера права на экранизацию и заказала сценарий Сергею Эйзенштейну. Однако впоследствии студия отказалась от сценария Эйзенштейна. Председатель организации «Hollywood Technical Director’s Institute» Фрэнк Пис (Frank Pease) расценил подписание контракта как возможность ведения коммунистической пропаганды в США. Новый сценарий написал американский автор Сэмюэл Хофенштайн, фильм поставил режиссёр Джозеф фон Штернберг. После выхода картины в 1931 году Драйзер, которому нравился первоначальный вариант Эйзенштейна, безуспешно подавал иск против «Paramount Pictures». По его мнению киностудия исказила содержание романа.

## В ролях
- Филлипс Холмс — Клайд Гриффитс
- Сильвия Сидни — Роберта Олден
- Фрэнсис Ди — Сондра Финчли
- Ирвинг Пичел — Орвилл Месон
- Фредерик Бертон — Сэмюэль Гриффитс
- Клэр Макдауэлл — миссис Сэмюэль Гриффитс
- Уоллес Мидлтон — Гилберт Гриффитс
- Чарльз Миддлтон — Джефсон, адвокат
- Люсиль Ла Верн — миссис Аза Гриффитс
- Аль Гарт — Титус альденте
- Фанни Миджли — миссис Титус альденте
- Клэр Додд — Гейл Уоррен (в титрах не указана)

## Критика
Историк кино Джон Бакстер писал, что фильм «Американская трагедия» «имел неоднозначный успех у критиков. The New York Times назвала фильм „настойчиво волнующим“, New York Daily News написала, что он „чрезвычайно драматичен, трогателен, великолепно исполнен“, но многие другие газеты, ссылаясь на протест Драйзера, сочли фильм менее напряженным, чем оригинальный роман, что, несомненно, было правдой».
Марксистский кинокритик Гарри Алан Потамкин прокомментировал: «Штернберг не смог понять более широкой тематической задачи Драйзера. Фильм начинается [Штернберг представляет] с повторяющихся кадров воды, потревоженной брошенным предметом. И на протяжении всей картины подписи составлены на фоне журчащей воды. Штернберг видел главную идею [тему] в утоплении. Как прискорбно!».
Фильм не имел особого успеха в американском прокате, но был хорошо принят европейскими кинозрителями.